# Чемпионат КНДР по футболу
Футбольная Премьер-лига КНДР — высшая по уровню футбольная лига в КНДР (Северной Корее). Основана в 1977 году, и до сезона 2017 года проводилась по системе «весна — осень». С сезона 2017/2018 годов проводится по системе «осень — весна». Больше всего чемпионом становился пхеньянский клуб «25 апреля» — 17 раз. Действующим чемпионом Северной Кореи также является клуб «25 апреля».

## Название
С момента своего основания в 1977 году, и вплоть до 2009 года включительно, высший футбольный дивизион КНДР назывался «Национальным футбольным чемпионатом». В 2010—2017 годах назывался «Футбольной лигой Высший класс». С сезона 2017/2018 называется «Футбольной Премьер-лигой КНДР». 

## Чемпионы и призёры
| Сезон     | Чемпион    | 2-е место  | 3-е место  |
| --------- | ---------- | ---------- | ---------- |
| 1977–1984 | Нет данных | Нет данных | Нет данных |
| 1985      | 25 апреля  | Нет данных | Нет данных |
| 1986      | 25 апреля  | Нет данных | Нет данных |
| 1987      | 25 апреля  | Нет данных | Нет данных |
| 1988      | 25 апреля  | Нет данных | Нет данных |
| 1989      | Чхандончжа | Нет данных | Нет данных |
| 1990      | 25 апреля  | Нет данных | Нет данных |
| 1991      | Пхеньян    | Нет данных | Нет данных |
| 1992      | 25 апреля  | Нет данных | Нет данных |
| 1993      | 25 апреля  | Нет данных | Нет данных |
| 1994      | 25 апреля  | Нет данных | Нет данных |
| 1995      | 25 апреля  | Римёнсу    | Кигванчха  |
| 1996      | Кигванчха  | Римёнсу    | 25 апреля  |
| 1997      | Кигванчха  | Нет данных | Нет данных |
| 1998      | Кигванчха  | Нет данных | Нет данных |
| 1999      | Кигванчха  | Нет данных | Нет данных |
| 2000      | Кигванчха  | Нет данных | Нет данных |
| 2001      | Амноккан   | Нет данных | Нет данных |
| 2002      | 25 апреля  | Римёнсу    | Амноккан   |
| 2003      | 25 апреля  | Нет данных | Нет данных |
| 2004      | Пхеньян    | Нет данных | Нет данных |
| 2005      | Пхеньян    | Нет данных | Нет данных |
| 2006      | Амноккан   | Нет данных | Кигванчха  |
| 2007      | Пхеньян    | Амноккан   | Кёнггонгоп |
| 2008      | Амноккан   | Нет данных | Нет данных |
| 2009      | Пхеньян    | Нет данных | Нет данных |
| 2010      | 25 апреля  | Собаэксу   | Амноккан   |
| 2011      | 25 апреля  | Кигванчха  | Собаэксу   |
| 2012      | 25 апреля  | Сёнбон     | Римёнсу    |
| 2013      | 25 апреля  | Манёнбон   | Хваэбуль   |
| 2014      | Хваэбуль   | 25 апреля  | Амноккан   |
| 2015      | 25 апреля  | Хваэбуль   | Нет данных |
| 2016      | Кигванчха  | 25 апреля  | Амноккан   |
| 2017      | 25 апреля  | Хваэбуль   | Нет данных |
| 2017/2018 | 25 апреля  | Рёмён      | Кигванчха  |
| 2024      | Рёмён      | Амноккан   | 25 апреля  |

## Команды-участницы
| Клуб         | Город    | Стадион (вместимость)     | Принадлежность                                   |
| ------------ | -------- | ------------------------- | ------------------------------------------------ |
| 25 апреля    | Пхеньян  | Янгакдо (30 000)          | Корейская народная армия                         |
| Амноккан     | Синыйджу | Синыйджу Октобер (17 500) | Министерство народной безопасности               |
| Вёльмидо     | Кимчхэк  | Кимчхэк (30 000)          | Министерство культуры и изобразительных искусств |
| Джеби        |          |                           | Военно-воздушные силы КНДР                       |
| Калмаеги     |          |                           | Военно-морские силы КНДР                         |
| Кигванчха    | Синыйджу | Синыйджу Октобер (17 500) | Министерство железных дорог КНДР                 |
| Кёнггонгоп   | Пхеньян  | Городской                 | Министерство лёгкой промышленности               |
| Пхеньян Сити | Пхеньян  | им. Ким Ир Сена (50 000)  | Трудовая партия Кореи                            |
| Римёнсу      | Саривон  | Саривон (35 000)          | Министерство народной безопасности               |
| Рёмён        | Пхеньян  |                           | Корейская народная армия                         |
| Собаэксу     | Пхеньян  | Янгакдо (30 000)          | Корейская народная армия                         |
| Сёнбон       | Насон    | Раджин                    | Рабоче-крестьянская Красная гвардия              |
| Хваэбуль     | Почхон   | Хваебул                   | Кимирсенско-кимченирский союз молодёжи           |

## Освещение
Центральные матчи чемпионата КНДР показывает Корейское центральное телевидение (КЦТВ). Также чемпионат освещается на газетах страны. Возможно, имеются футбольные или спортивные сайты во внутреннем национальном интранете «Кванмён», освещающие северокорейский футбол. Из-за изолированности государства, крайне трудно добывать информацию в том числе о футболе КНДР, поэтому даже мировые сайты из большого интернета, ориентированные на футбол и футбольную статистику, имеют крайне скудную информацию о северокорейском футболе.